# 11216 Billhubbard
11216 Billhubbard eller 1999 JG1 är en asteroid i huvudbältet som upptäcktes den 8 maj 1999 av Catalina Sky Survey projektet. Den är uppkallad efter astronomen William B. Hubbard.
Asteroiden har en diameter på ungefär 3 kilometer.